# Calendari gregorià prolèptic
El calendari gregorià prolèptic (del grec πρόληψις; prólēpsis, prolepsi, coneixement anticipat) té per objecte convertir al calendari gregorià les dates que precedeixen a la seva introducció oficial el 1582 (habitualment de dates procedents del calendari julià, encara que pot ser extensiu a altres calendaris). Als països que van adoptar el calendari gregorià més tard, les dates posteriors (entre el 1582 i l'adopció local) també se solen transformar utilitzant el calendari prolèptic.

## Ús

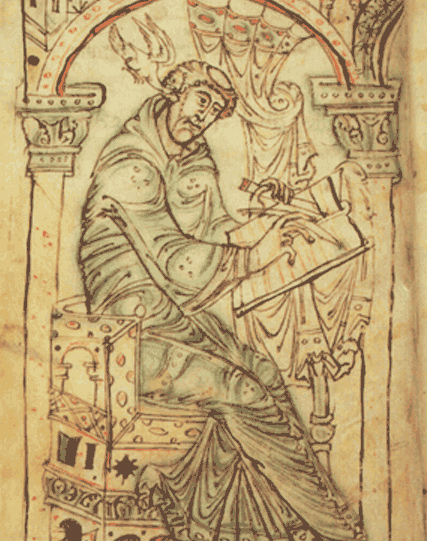
Beda en un manuscrit de la baixa edat mitjana.

El calendari gregorià prolèptic és explícitament requerit per a la conversió de les dates anteriors a 1582 per la norma ISO 8601:2004 (clàusula 4.3.2.1 sobre el calendari gregorià) si les parts de l'intercanvi d'informació hi estan d'acord. És també utilitzat per la majoria d'estudiosos de la cultura maia, especialment quan converteixen dates de compte llarg (segle i aC – segle x). Tot i això, ni els astrònoms ni la resta d'historiadors ho utilitzen sistemàticament, atès que la diferència entre el calendari julià i el gregorià no és rellevant per a una gran majoria de referències de datació, en les quals només s'hi fa constar l'any.
La pràctica més correcta per als historiadors que citen documents d'una determinada època és donar la data original i afegir com a notes qualssevol altres dades contextuals, conclusions sobre el calendari utilitzat i equivalències en altres sistemes de calendaris. Això facilita la possibilitat de reavaluar les evidències utilitzades.
Per a aquests calendaris es poden distingir dos sistemes de numerar anys des del naixement de Crist (dC). Beda i altres historiadors més tardans no van utilitzar el zero llatí (nulla) com a any zero, així que l'any precedent a l'any 1 és l'any 1 abans de Crist (1 aC). En aquest sistema, l'any 1 aC és un any de traspàs (igual que al calendari julià prolèptic). Matemàticament, és més convenient incloure un any 0 i representar els anys anteriors com a negatius, amb el propòsit concret de facilitar el càlcul del nombre d'anys entre un any negatiu (aC) i un de positiu (dC). Aquesta és la convenció utilitzada en la numeració d'anys astronòmica i en el sistema de data estàndard internacional, ISO 8601. En aquests sistemes, l'any 0 és un any de traspàs.
A pesar que el calendari julià nominalment va començar en el 45 aC (quan va ser implantat per Juli César), el dia de traspàs entre els anys 45 aC i l'1 aC va estar situat en una data irregular. El calendari julià amb un dia addicional cada quatre anys (anys de traspàs) només es va utilitzar regularment des de la fi de l'any 4 dC fins al 1582 (o més tard segons el lloc).
El calendari gregorià prolèptic s'utilitza a vegades en programes d'ordinador per simplificar la gestió de dates antigues. Per exemple, és el calendari utilitzat per MySQL, SQLite, PHP, CIM, Delphi, Python o COBOL.

## Diferència entre el calendari julià i el gregorià prolèptic
En les dates anteriors a la introducció del calendari gregorià, la relació de dates entre el calendari julià i el gregorià prolèptic queda com segueix:

A la taula següent s'assumeix un dia de salt en el calendari julià el 29 febrer, però en realitat, el dia del salt del calendari julià (el dia bisextil) era l'ante diem bis sextum Kalendas Martias en llatí, és a dir, el 24 de febrer (la data sis dies abans de l'inici de març, considerant que en el calendari julià febrer té 30 dies, data que es repetia una vegada cada quatre anys —24 de febrer bis—) (vegeu reforma juliana), per la qual cosa es dona una correlació irregular de les dates entre el 24 i el 29 de febrer dels anys de traspàs.
| Interval del calendari julià                                                                     | Interval del calendari gregorià prolèptic      | Desfasament del calendari gregorià, avançat en: |
| ------------------------------------------------------------------------------------------------ | ---------------------------------------------- | ----------------------------------------------- |
| Del 3 de març de 4 dC (principi del sistema quatriennial d'anys de traspàs) a l'1 de març de 100 | De l'1 de març de 4 dC al 28 de febrer de 100  | −2 dies                                         |
| Del 2 de març de 100 al 29 de febrer de 200                                                      | De l'1 de març de 100 al 28 de febrer de 200   | −1 dies                                         |
| De l'1 de març de 200 al 28 de febrer de 300                                                     | De l'1 de març de 200 al 28 de febrer de 300   | 0 dies                                          |
| Del 29 de febrer de 300 al 27 de febrer de 500                                                   | De l'1 de març de 300 al 28 de febrer de 500   | 1 dia                                           |
| Del 28 de febrer de 500 al 26 de febrer de 600                                                   | De l'1 de març de 500 al 28 de febrer de 600   | 2 dies                                          |
| Del 27 de febrer de 600 al 25 de febrer de 700                                                   | De l'1 de març de 600 al 28 de febrer de 700   | 3 dies                                          |
| Del 26 de febrer de 700 al 24 de febrer de 900                                                   | De l'1 de març de 700 al 28 de febrer de 900   | 4 dies                                          |
| Del 25 de febrer de 900 al 23 de febrer de 1000                                                  | De l'1 de març de 900 al 28 de febrer de 1000  | 5 dies                                          |
| Del 24 de febrer de 1000 al 22 de febrer de 1100                                                 | De l'1 de març de 1000 al 28 de febrer de 1100 | 6 dies                                          |
| Del 23 de febrer de 1100 al 21 de febrer de 1300                                                 | De l'1 de març de 1100 al 28 de febrer de 1300 | 7 dies                                          |
| Del 22 de febrer de 1300 al 20 de febrer de 1400                                                 | De l'1 de març de 1300 al 28 de febrer de 1400 | 8 dies                                          |
| Del 21 de febrer de 1400 al 19 de febrer de 1500                                                 | De l'1 de març de 1400 al 28 de febrer de 1500 | 9 dies                                          |
| Del 20 de febrer de 1500 al 4 d'octubre de 1582                                                  | De l'1 de març de 1500 al 14 d'octubre de 1582 | 10 dies                                         |

(Data gregoriana= Data juliana + Desfasament)